# Theodor Kleinschmidt
Theodor Kleinschmidt (Wolfhagen, 6 de marzo de 1834 – Utuaia, Archipiélago Bismarck; 10 de abril de 1881) fue un comerciante, explorador y naturalista alemán.
Kleinschmidt estudió comercio y viajó a Estados Unidos en 1843. Allí emprendió negocios en Saint Louis (Misuri) pero acabó en bancarrota y tuvo que dejarlo todo yéndose a Australia, y luego a Fiyi para huir de sus acreedores. Aun así el comercio con los nativos tampoco fue muy brillante, en particular debido a la crisis económica de 1874. El Museo Godeffroy de Hamburgo le ofreció una segunda oportunidad. La institución le encargó que recolectara especímenes para su muestrario de historia natural, tanto de fauna como de flora, en las Islas Salomón y Nuevas Hébridas, territorios muy inexplorados por aquel entonces. En 1881 fue asesinado por nativos. Fue tío del sacerdote y ornitólogo Otto Kleinschmidt (1870-1954).
El diamante piquirosado (Erythrura kleinschmidti) fue nombrado en su honor por Otto Finsch. 